# Andreas Tegström
Andreas Ulrik Tegström, född 18 januari 1979 i Rogberga församling, är en svensk fotbollstränare som är tränare i norska Sandefjord. Som fotbollsspelare är han mest känd för sin tid i de norska Tippeligaen-klubbarna Sandefjord och Fredrikstad.
Tegström ville som ung bli en professionell ishockeyspelare, fast efter ha slutat med ishockey valde han fortsätta spela fotboll på amatörnivå för Tenhults IF och Husqvarna FF. Han värvades 2005 till Sandefjord där han gjorde 14 mål under sin första säsong, vilket hjälpte klubben att bli uppflyttade till Tippeligaen. I sin första säsong i högsta ligan för Sandefjord gjorde Tegström 10 mål. Säsongen därefter flyttade han till Fredrikstad, där han inte lyckades bli en startspelare. Han var utlånad till Hønefoss under 2009 och återvände till Sverige efter säsongen 2010 då hans kontrakt med Fredrikstad gick ut. Efter två säsonger i Superettan-klubben Jönköpings Södra, återvände han till sin gamla klubb Husqvarna FF inför säsongen 2013.

## Tidigt liv
Tegströms största dröm under sin uppväxt var att bli en professionell ishockeyspelare och att spela i NHL samt för det Svenska ishockeylandslaget, Tre kronor. Han spelade för HV71 och gick på hockeygymnasium i Jönköping samtidigt som han spelade fotboll, men han ansåg fotbollsspelandet mest som en hobby. Efter att ha slutat med ishockeyn, började han jobba på den lokala Intersport affären samtidigt som han spelade fotboll för Tenhults IF. Han gick senare till division 2-klubben Husqvarna FF.

## Klubbkarriär
Tegström gjorde 22 mål på lika många matcher och blev utnämnd till årets spelare i division 2 2004. Husqvarna kvalificerade sig för uppflyttningskvalet till Superettan, där de mötte Mjällby. Matchen sågs av scouter från Tippeligaen-klubben Sandefjord Fotball som hade kommit för att se Mjällbys Marcus Ekenberg, men som blev mer imponerade av den tekniska Husqvarna-anfallaren. Även Superettan-klubbarna Trelleborgs FF och Östers IF var intresserade av Tegström, men han valde att gå till Sandefjord inför säsongen 2005, vilka han skrev på ett treårskontrakt med.

### Sandefjord
Han blev en omedelbar succé i Sandefjord och bidrog starkt till Sandefjords första uppflyttning i Tippeligaen, med totalt 14 mål när klubben slutade tvåa i Adeccoligan 2005. Tegström gjorde ett hat-trick i den avgörande matchen, där kvalmotståndarna Moss besegrades med 4–2 och där hans lagkamrat Andreas Augustsson gjorde ett mål. Han imponerade också i den högsta divisionen i Norge, och efter att ha gjort fem mål på de fem första matcherna av säsongen var han skyttekung i Tippeligaen, medan hans lag var på fjärde plats trots att all media i Norge hade tippat klubben på sista plats. När Sandefjord mötte Viking den 24 september 2006, kämpade båda lagen mot nedflyttning och Tegström gjorde det matchvinnande målet på en kontring efter att ha dribblat förbi halva Vikings försvar, liknande Maradonas mål i fotbolls-VM 1986. Tegström gjorde 10 mål och fem assist i Tippeligaen när Sandefjord undvek nedflyttning under deras första år i högsta divisionen. Han gjorde även det första målet i semifinalen av Norska cupen 2006 när Sandefjord vann med 5-2 över Rosenborg på Lerkendal Stadion. Klubben gick vidare till final där de mötte Fredrikstad, vilka de förlorade med 3–0 mot.
Efter sina prestationer för Sandefjord under 2006, var Tegström enligt Expressen jagad av flera norska, danska och nederländska klubbar, men skrev i december 2006 på ett nytt kontrakt med Sandefjord fram till slutet av säsongen 2009. Verdens Gang tippade att Sandefjord skulle sluta 11:a i Tippeligaen 2007, men konstaterade samtidigt att Tegström var tvungen att prestera på samma nivå som under föregående säsong ifall Sandefjord skulle undvika nedflyttning. Tegström gjorde endast ett mål för Sandefjord under säsongen 2007 och laget hade det svårt hela säsongen, vilket slutade i en nedflyttning till Adeccoligan. Tegström lämnade dock Sandefjord halvvägs genom säsongen, då han i augusti 2007 såldes till Fredrikstad för en avgift på 4 miljoner norska kronor, enligt Sandefjords Blad.

### Fredrikstad
Samma dag hans andra barn föddes gjorde Tegström ett mål i sin debut för Fredrikstad i 2–0-segern över Stabæk den 3 september 2007. Han gjorde ytterligare ett mål för Fredrikstad under säsongen 2007, mot Strømsgodset i oktober. Den följande säsongen blev Tegström inbytt i en match mot Bodø/Glimt och gjorde ett av målen i 2–0-segern, samtidigt som Fredrikstad ledde Tippeligaen 2008 efter fyra matcher. Tegström spelade inte mycket för Fredrikstad under säsongen 2008, utan det var Tarik Elyounoussi och Gardar Jóhannsson som var de föredragna anfallarna i startelvan. Tegström säkrade dock klubbens första silvermedalj sedan 1972 när han den 26 oktober 2008 gjorde två mål mot Molde i klubbens 2–1-seger, där han blev inbytt i den 63:e matchminuten.
Inför säsongen 2009 meddelade Fredrikstad för Tegström att han inte var en del av klubbens långsiktiga planer och att han var välkommen att hitta en annan klubb. Klubben valde dock att neka ett erbjudande från Stabæk som ville köpa anfallaren. Han startade inte en enda match på försäsongen, men blev inbytt och gjorde ett mål mot Strømsgodset i den andra matchen av säsongen 2009. Tegström befann sig mestadels på bänken under säsongen, men i en match i Norska cupen 2009 mot Ranheim, blev han inbytt och gjorde två mål under förlängningen.

### Senare karriär
I augusti 2009 blev han fram till slutet av säsongen utlånad till Hønefoss med köpoption. Tegström gjorde mål i sin första match för Hønefoss, i 2–0-segern över Alta. Han gjorde totalt fyra mål på tolv matcher för Hønefoss och återvände till Fredrikstad efter säsongen, som hade blivit nerflyttade till Adeccoligan. Han besvärades av skador under sin sista säsong i Fredrikstad och startade endast nio matcher. Jönköpings Södra ville köpa Tegström under sommaren, men han gick inte till klubben förrän hans kontrakt med Fredrikstad löpt ut efter säsongen 2010. Efter att ha spelat två säsonger för Superettan-klubben, återvände Tegström till Husqvarna inför säsongen 2013, där han även fick en anställning som marknadsansvarig.
Tegström var med när Husqvarna FF tog det historiska klivet upp till Superettan. Där fick han dock begränsat med speltid. Hans sista säsong var med Husqvarna FF 2015 då Tegström kom på sjätteplats i Söderettans skytteliga med 13 mål. Tegström avtackades av Husqvarna FF i samband med den traditionsenliga matchen mot J-södra den 18 december 2015.

## Tränarkarriär
Under sin tid i Husqvarna FF läste Tegström in en tränarutbildning och kontrakterades 2015 av Jönköpingsklubben Assyriska IK som huvudtränare.  Han lämnade Assyriska IK efter säsongen 2020.
Tegström är sedan 2021 huvudtränare för Sandefjord tillsammans med Hans Erik Ødegaard, far till Martin Ødegaard.